# Jovem Pan FM
 (juin 2018).
Si vous disposez d'ouvrages ou d'articles de référence ou si vous connaissez des sites web de qualité traitant du thème abordé ici, merci de compléter l'article en donnant les références utiles à sa vérifiabilité et en les liant à la section « Notes et références ».
Jovem Pan est un réseau de radios FM et AM diffusant dans tout le Brésil et dans quelques autres parties du monde, dont l'écoute est principalement destinée au jeune public. Au total, le réseau compte plus de cent stations propres et affiliées. C’est le plus grand réseau de radios en Amérique, et la radio la plus écoutée au Brésil. Son slogan est "Brazil's #1 Hit Music Station" (La première chaîne musicale de succès du Brésil).[réf. nécessaire]
Le siège du réseau est situé à São Paulo.